# Elisabeth Bürstenbinder

Elisabeth Bürstenbinder um 1890

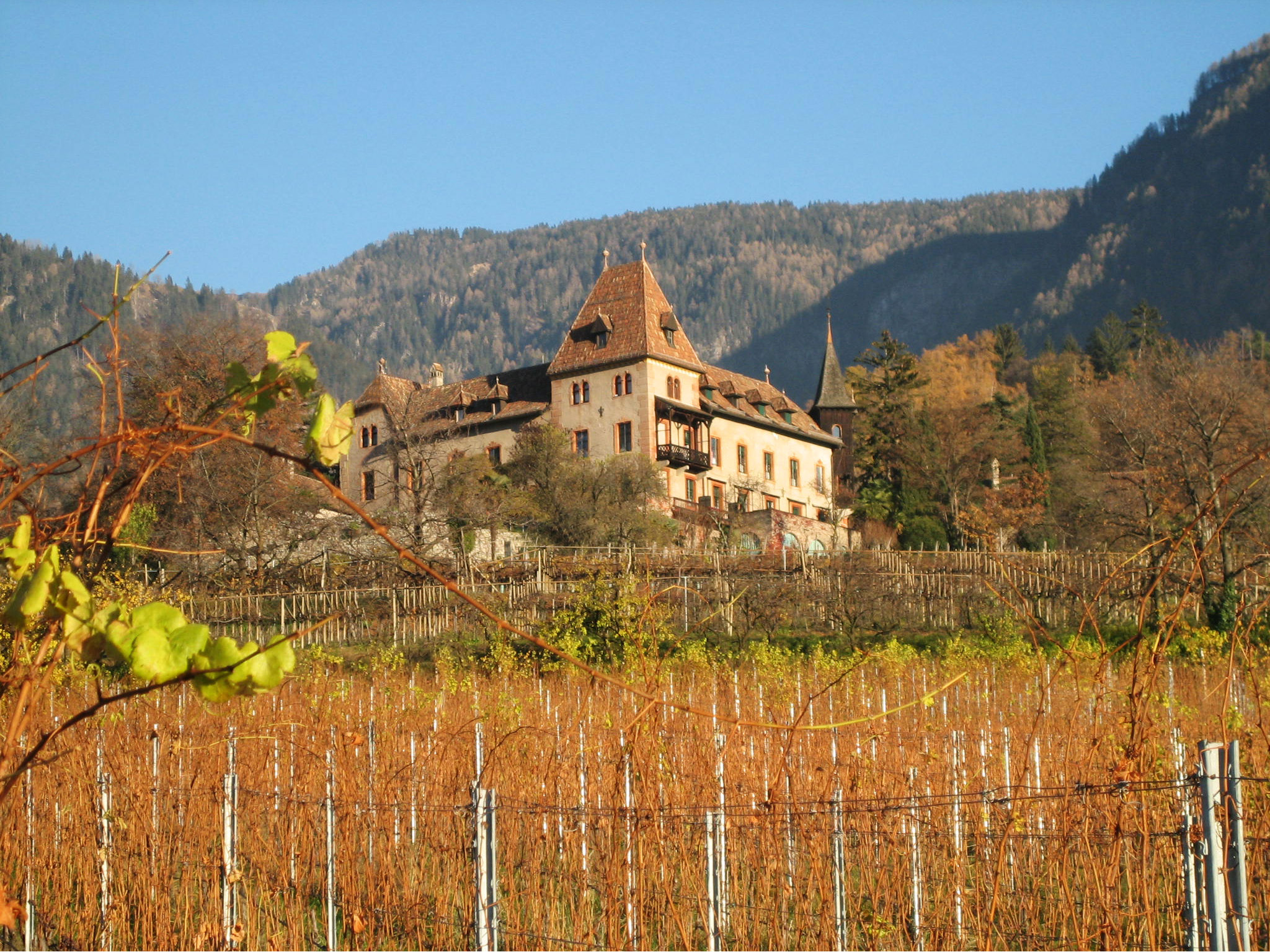
Schloss Labers

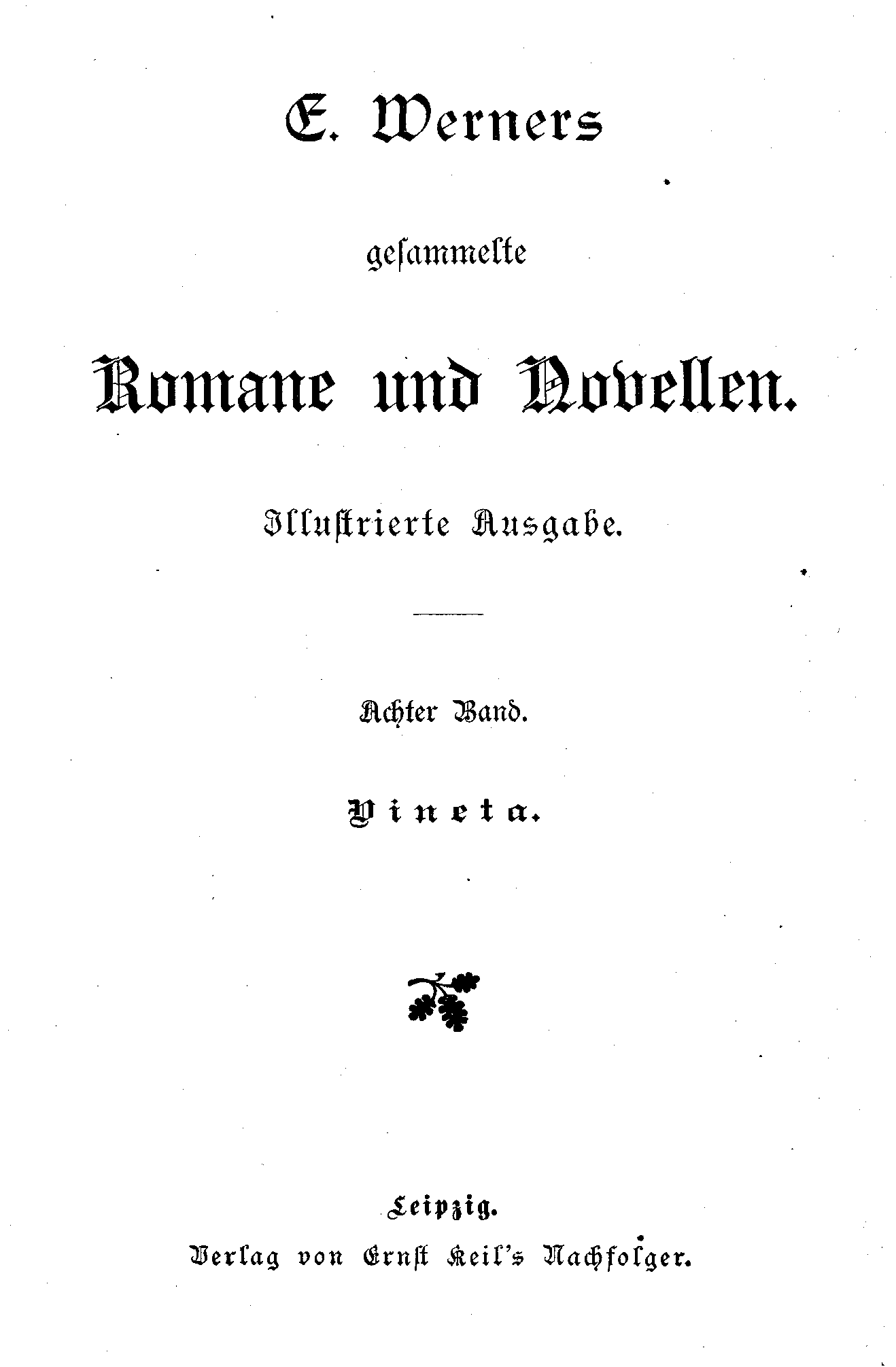
Vineta

Elisabeth Bürstenbinder (* 25. November 1838 in Berlin; † 10. Oktober 1918 auf Schloss Labers bei Meran) war eine deutsche Schriftstellerin. Sie schrieb zunächst unter dem Pseudonym C. Werner, seit April 1871 geändert in E. Werner.

## Leben
Elisabeth Bürstenbinder wurde als Tochter eines wohlhabenden Kaufmanns in Berlin geboren. Ihr Vater hielt sie und ihre beiden Brüder weitgehend von der Berliner Gesellschaft fern. Ihre Mutter wurde daher ihr Ersatz für fehlende Kinder- und Jugendfreundschaften, die wiederum ihre Tochter auch später bei ihren literarischen Vorhaben unterstützte.
Erste kleinere Veröffentlichungen Elisabeth Bürstenbinders erschienen in einer kleinen Zeitschrift in Süddeutschland. Einem größeren Publikum wurde sie durch Romane, die sie in der Zeitschrift Die Gartenlaube veröffentlichte, bekannt. Bald zählte sie zu den beliebtesten Autoren der Zeitschrift. Auch weitere Veröffentlichungen Elisabeth Bürstenbinders erschienen in den folgenden Jahren zuerst in der Gartenlaube, bevor sie in Buchform veröffentlicht wurden. Zeitgenossen galt Elisabeth Bürstenbinder als „unbestrittene Beherrscherin der Damenlektüre“.
Nach der Reichsgründung (1871) versuchte Bürstenbinder mit ihrem 1876 in der Gartenlaube veröffentlichten stark antipolnischen Entwicklungsroman Vineta, einen deutschen Nationalroman vorzulegen.
Elisabeth Bürstenbinder lebte, unterbrochen durch Europa-Reisen im Sommer, bis 1895 im Haus ihrer Mutter in Berlin. Ihr Vater war bereits 1861 verstorben. Sie zog anschließend für ein Jahr nach München, bis sie 1896 endgültig nach Meran zog, wo sie im Schloss Labers lebte, das damals als Pension genutzt wurde. Ihr Grab befindet sich in Meran.

## Werke

### Romane
- Am Altar. Schauspiel in 5 Akten. Strack, Bremen 1872.
- Glück auf! Roman, 2 Bände. Keil, Leipzig 1874.
- Gesprengte Fesseln. Keil, Leipzig 1875 (Digitalisat Ba d 1), (Band 2)
- Vineta. Keil, Leipzig 1877.
- Um hohen Preis. 2 Bände. Keil, Leipzig 1878. (Wikisource)
- Frühlingsboten. Roman. Keil, Leipzig 1880. (Google Online-Ausgabe 2016)
- Der Egoist. Spemann, Stuttgart 1882.
- Gebannt und erlöst. Roman. Keil, Leipzig 1884. (Schauspiel in 5 Acten; Nach dem gleichnamigen Roman aus der Gartenlaube, Als Manuskript gedruckt. Entsch, Berlin ca. 1880)
- Ein Gottesurteil. Roman. Keil, Leipzig 1885. (Google Online-Ausgabe 2017)
- Heimatklang. Roman. Leipzig 1887.
- Sankt Michael. Roman, 2 Bände. Keil, Leipzig 1887.
- Die Alpenfee. Roman, 2 Bände. Keil Leipzig 1889. (Google Online-Ausgabe 2018)
- Flammenzeichen. Roman, 2 Bände. Keil, Leipzig 1890.
- Freie Bahn! Keil, Leipzig 1893.
- Fata Morgana. Roman. Keil, Leipzig 1896.
- Hexengold. Roman. Keil, Leipzig 1900. (Google Online-Ausgabe 2017)
- Runen. Roman. Keil, Leipzig 1903.
- Siegwart. Roman. Union, Stuttgart, Berlin, Leipzig 1909.

### Novellen
- Gartenlaubenblüten. Leipzig 1872; enthält die Erzählungen Ein Held der Feder und Hermann.
- Die Blume des Glückes. Keil, Leipzig 1885.
- Adlerflug. Berlin 1886. (Google Online-Ausgabe 2017)
- Gewagt und gewonnen. Erzählungen und Novellen. Keil, Leipzig 1891
- Der höhere Standpunkt. 3 Novellen. 1896. (Google Online-Ausgabe 2017)
- Der Wilddieb. (als "E. Weber") in: Wilhelm Bernhardt (Hrsg.): German novelettes. Band 1. Reihe: Students' series. German novelettes for school and home. Deutsche Noveletten-Bibliothek, zur Benutzung in Schulen, höheren Lehranstalten. D.C. Heath, Boston 1898; mehrere Reprints seit 2009, S. 42–65 (mit einigen Erklärungen für Englischsprachige)

### Gesamtausgabe
- Gesammelte Romane und Novellen. 10 Bände. Leipzig 1893–1896 [und] Neue Folge [ebd.] 1901 ff.